# Progon
Progon (zm. 1198) – książę (archont) Arbanonu w latach 1190-1198, pierwszy władca albański. 

## Życiorys
Ród Progonitów swą karierę polityczną zawdzięczał ścisłym związkom z Bizancjum. Progon pierwszy przedstawiciel tego rodu pełnił pod koniec XII wieku funkcję archonta Arbanonu. Wykorzystując osłabienie cesarstwa bizantyńskiego stworzył z Arbanonu pierwsze w dziejach Albańczyków autonomiczne państwo. Jego politykę niezależności kontynuowali synowie:
- Jan, panujący w latach 1198–1208
- Demetriusz, panujący w latach 1208-1216